# Hombeek
Hombeek est une section de la ville belge de Malines située en Région flamande dans la province d'Anvers. C'était une commune à part entière avant la fusion des communes de 1977.

## Démographie

### Évolution démographique
- Sources : INS, Rem. : 1831 jusqu'en 1970 = recensements, 1976 = nombre d'habitants au 31 décembre[2].